# Carlos Cabós Beltrán
Carlos Cabós Beltrán (Fraga, 18 d'agost de 1976) és un actor fragatí que ha eixit a la palestra del cinema nacional gràcies a la seua participació a la pel·lícula Alcarràs.

## Biografia
Fill de Joaquín i Monserrat, és el petit de tres germans. Té parella, Patri, i un fill, Jordi.
Es va criar al camp -com a ell mateix li agrade dir-, perquè la seua família també era pagesa i van saber transmetre-li el seu amor a la terra que els donava de menjar, literal i figuradament. Carlos pertany a una llarga tradició familiar al càrrec de l'explotació hortofrutícola fragatina.
Va estudiar solament l'antiga EGB -l'actual Primària- al seu poblle natal, Fraga, tot i que té una extensa formació no reglada.
El rodatge d'Alcarràs va coincidir en temps i forma amb el que li estava succeint a ell, al mateix temps, a la seua vida real. Sempre ha sigut pagès i en els darrers anys va practicar l'agricultura eco-regenerativa, essent la seua explotació una de les primeres a fer-ho a tot Europa. No obstant això, va haver de deixar eix camí per la difícil viabilitat econòmica d’aquest tipus d’explotacions. De fet, com a curiositat i per la dignificació de la seua tasca ecològica a dins de la producció agroalimentària actual cal esmentar que el seu mullarero (préssec) Sweet Cap va ser el que va utilitzar Ferrà Adrià al seu plat principal l'última nit d'El Bulli.
El seu caràcter inconformista i activista envers qüestions socials i agrícoles el van dur a encapçalar la llista de la marca PODEMOS-EQUO a l'Ajuntament de Fraga en les eleccions del 2015 i 2019, eixint conseller per eix ajuntament i conseller a la comarca del Bajo/Baix Cinca durant la legislatura 2015-2019.
De fet, l’activisme social i agrari sempre han estat un dels trets fonamentals a l’actitud de Carlos envers la societat, per la qual cosa va ocupar càrrecs públics.

## Filmografia
Tot i haver registrat certa fama amb el rodatge d'Alcarràs (2022), guardonada amb l'Oso de Oro del Festival Internacional de Cinema de Berlí a la setantena segona edició i convertint-se en la primera pel·lícula en llengua catalana en rebre eix guardó, Carlos ha estat vinculat al món del cinema i el teatre amb anterioritat participant en diverses obres de teatre en català (amb la seua variant nordoccidental) amb el grup de teatre fragatí Génesis.
- 2022: Alcarràs, de Carla Simón, en el paper de Cisco.

## Nomenaments i premis
La pel·lícula també ha estat l'escollida per l'Acadèmia de Cinema espanyol per competir als premis Oscar en representació del cinema espanyol i dins de la categoria de pel·lícules de parla no anglesa.
A títol individual, Carlos Cabós va rebre a Fraga (Osca) el premi Galán a la normalització lingüística per part de l'Institut d'Estudis del Baix Cinca.